# Жолобовы
Жолобовы — русский дворянский род.
Их предок Пётр Остафьевич Жолобов владел поместьями (1629). Алексей Иванович Жолобов, иркутский губернатор, казнён за злоупотребления в 1736.
При подаче документов в 1686 году, для внесения рода в Бархатную книгу, была представлена родословная роспись Жолобовых.
Род Жолобовых внесён в VI и II части родословных книг Рязанской, Московской и Тверской губерний.

## Известные представители
- Жолобов Иван Петрович — московский дворянин (1664—1677).
- Жолобов Аким Петрович — московский дворянин (1665—1677).
- Жолобов Василий Акимович — стряпчий (1676), стольник (1686).
- Жолобов Иван Иванович — стольник (1689—1692)[4].